# Matana
Das Matana ist ein Messer aus Sulawesi.

## Beschreibung
Das Matana existiert in verschiedenen Versionen, die sich in Größe, Form und Gestaltung unterscheiden. Es hat eine leicht gebogene, einschneidige Klinge, die vom Heft zum Ort schmaler wird und leicht konkav gebogen ist. Auf den Klingenseiten hat es einen tiefen Hohlschliff, der kurz vor dem Heft breit beginnt und zum Ort hin schmaler wird. Der Hohlschliff läuft fast bis in den Ort. Das Heft besteht aus Holz oder Horn und hat kein Parier. Zwischen Heft und Klinge ist eine metallene Zwinge angebracht, die zur besseren Befestigung von Klinge und Heft dient. Diese Zwinge ist verziert und verläuft noch ein Stück auf dem Klingenrücken. Das Heft ist am Knaufbereich zur Klinge hin abgebogen. der Knauf ist verbreitert und hufförmig gearbeitet. Die Scheiden bestehen aus Horn oder Holz. Sie sind zum Ort hin verbreitert und auf der Schneidenseite gebogen. Das Matana wird von Ethnien auf Sulawesi benutzt.